# NGC 4282
NGC 4282 (również PGC 39809) – galaktyka soczewkowata (S0-a), znajdująca się w gwiazdozbiorze Panny. Odkrył ją Albert Marth 26 maja 1864 roku. Należy do Gromady w Pannie.